# دونا كريغتون
دونا كريغتون (بالإنجليزية: Donna Creighton)‏ هي متزلجة تزلج صدري بريطانية، ولدت في 20 سبتمبر 1985 في بورتسموث في المملكة المتحدة.

## وصلات خارجية
- دونا كريغتون على موقع IBSF (الإنجليزية)
- دونا كريغتون على موقع اللجنة الأولمبية الدولية (الإنجليزية)